# جایا باکتی
جایا باکتی (به لاتین: Jaya Bakti) یک منطقهٔ مسکونی در برونئی است که در بندر سری بگاوان واقع شده‌است.